# Uta (gènere)
Uta és un gènere de llangardaixos abundants als deserts a l'oest de l'Amèrica del Nord, coneguts per circular entre tres patrons de coloració associats ala comportament reproductiu sobretot estudiats en l'espècie Uta stansburiana. Poden atènyer fins a 15 cm de llargada, inclosa la cua, i els mascles són normalment el sexe més gros. Els mascles solen exhibir colors brillants de la gola.
Aquests llangardaixos són preses de moltes espècies del desert. Les serps, altres llangardaixos més grans i els ocells són depredadors formidables d'aquests animals. Les espècies de llangardaixos més grans, com ara llangardaixos Crotaphytidae, Gambelia i Sceloporus, i Geococcyx són els principals depredadors. Al seu torn, els llangardaixos del gènere Uta mengen artròpodes, com ara insectes, aranyes i, ocasionalment, escorpins.
A resultes de la seva alta taxa de depredació, aquests llangardaixos són criadors molt prolífics. D'abril a juny es reprodueixen, i les cries emergeixen cap a finals de maig. Aquestes cries, d'una polzada de llarg, apareixen durant l'estiu i fins al setembre.
El nombre de cromosomes diploides en la immensa majoria si no totes les espècies és de 34, format per 12 macrocromosomes i 22 microcromosomes.

## Reproducció
El gènere Uta és notable per tenir el major nombre de morfs masculins i femenins diferents dins d'una espècie: tres menes de mascles i dues de femelles. Mostren diversos comportaments reproductius, que sovint reben el nom de «tàctiques reproductives alternatives».
Els mascles de gola taronja són «ultradominants, d'alta testosterona», establint grans territoris i controlant àrees que inclouen diverses femelles. Els mascles amb la gola amb ratlles grogues (sneakers) no defensen un territori, sinó que s'agrupen al marge dels territoris dels llangardaixos de gola taronja i aprofiten per aparellar-se amb femelles d'aquests territoris mentre el mascle de gola taronja està absent, ja que ha d'atendre la defensa d'un gran territori. Els mascles de gola blava són menys agressius i només guarden una femella; poden defensar-se dels mascles de gola de ratlles grogues, però no poden suportar els atacs dels mascles de gola taronja.
Les femelles de gola taronja ponen molts ous petits i són molt territorials. Les femelles de gola groga ponen menys ous més grans i són més tolerants les unes amb les altres.
Això s'anomena efecte pedra-paper-estisora, manllevat del nom del joc, perquè el resultat de l'èxit d'aparellament mostra que una morfologia del llangardaix és avantatjosa sobre una altra però no sobre la tercera.
De vegades es pot veure els mascles de gola taronja i blava apropant-se a un «intrús» humà. S'especula que podria estar donant l'oportunitat d'escapar a les femelles, però no s'ha documentat si el que fa és defensar la femella. Una altra hipòtesi és que és molt reactiu al moviment dins del seu territori, que pot interpretar com un possible intrús humà o una altra femella.

## Sistemàtica
La sistemàtica i la filogènesi del gènere Uta és confusa, amb moltes formes i morfs locals que s'han descrit com a espècies completes. Després de la revisió de 1997 d'Upton i Murphy, que incloïa dades noves de les seqüències del citocrom b d'ADNmt i de l'ATPasa 6, es poden reconèixer les espècies (i subespècies) següents a l'espera de més investigacions:
- U. encantadae
- U. lowei
- U. nolascensis
- U. palmeri
- U. squamata
- U. stansburiana
  - U. (stansburiana) elegans
  - U. (stansburiana) nevadensis
  - U. (stansburiana) stansburiana
  - U. (stansburiana) stejnegeri
  - U. (stansburiana) uniformis
- U. tumidarostra